# Cleptometopus fisheri
Cleptometopus fisheri là một loài bọ cánh cứng trong họ Cerambycidae.